# Matthews (Indiana)
Matthews es un pueblo ubicado en el condado de Grant en el estado estadounidense de Indiana. En el Censo de 2010 tenía una población de 596 habitantes y una densidad poblacional de 653,74 personas por km².

## Geografía
Matthews se encuentra ubicado en las coordenadas 40°23′15″N 85°29′52″O / 40.38750, -85.49778. Según la Oficina del Censo de los Estados Unidos, Matthews tiene una superficie total de 0.91 km², de la cual 0.91 km² corresponden a tierra firme y (0%) 0 km² es agua.

## Demografía
Según el censo de 2010, había 596 personas residiendo en Matthews. La densidad de población era de 653,74 hab./km². De los 596 habitantes, Matthews estaba compuesto por el 97.99% blancos, el 0.84% eran afroamericanos, el 0.17% eran amerindios, el 0% eran asiáticos, el 0% eran isleños del Pacífico, el 0% eran de otras razas y el 1.01% pertenecían a dos o más razas. Del total de la población el 0.17% eran hispanos o latinos de cualquier raza.